# Saint-Priest-Taurion
Pour les articles homonymes, voir Saint-Priest (homonymie) et Taurion.
Saint-Priest-Taurion est une commune française située à 9 km de l'entrée de Limoges dans le département de la Haute-Vienne en région Nouvelle-Aquitaine. Ses habitants sont appelés les Houliérois ou Houliéroises.

## Géographie

### Localisation
La commune se situe à 9 km à l’Est de l’entrée de Limoges.

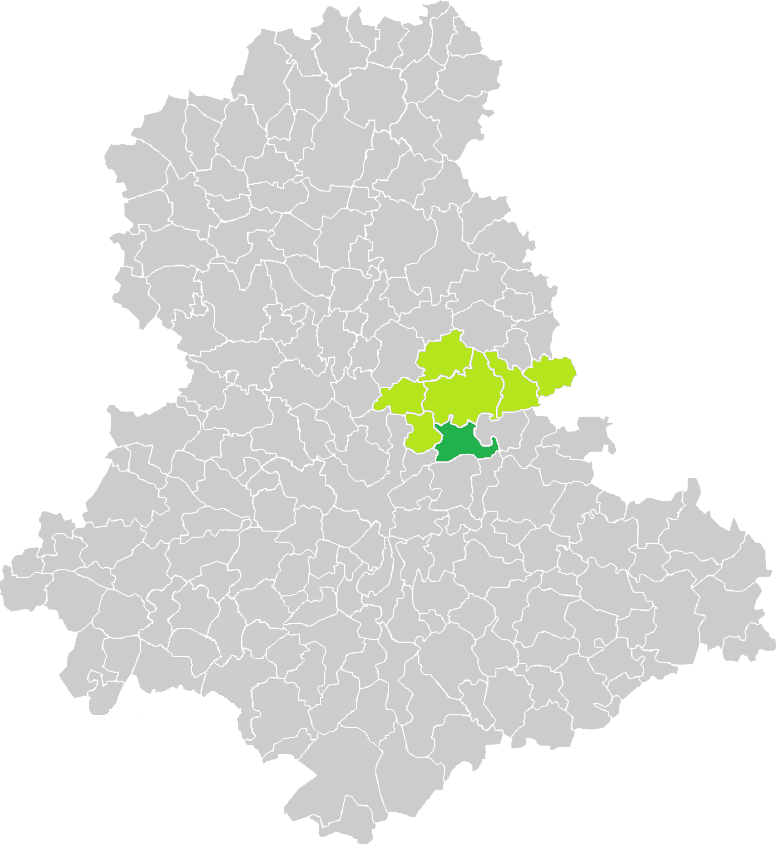
Situation de la commune de Saint-Priest-Taurion en Haute-Vienne.

|                      | Ambazac              | Saint-Martin-Terressus |
| Rilhac-Rancon        | Saint-Priest-Taurion | Le Châtenet-en-Dognon  |
| Le Palais-sur-Vienne | Saint-Just-le-Martel | Royères                |

### Hydrographie
C'est à Saint-Priest-Taurion que le Taurion se jette dans la Vienne en rive droite.

### Climat
Pour des articles plus généraux, voir Climat de la Nouvelle-Aquitaine et Climat de la Haute-Vienne.
Historiquement, la commune est exposée à un climat océanique limousin.  
En 2020, Météo-France publie une typologie des climats de la France métropolitaine dans laquelle la commune est dans une zone de transition entre le climat océanique altéré et le climat de montagne et est dans la région climatique  Ouest et nord-ouest du Massif Central, caractérisée par une pluviométrie annuelle de 900 à 1 500 mm, maximale en automne et en hiver.
Pour la période 1971-2000, la température annuelle moyenne est de 11,6 °C, avec une amplitude thermique annuelle de 15 °C. Le cumul annuel moyen de précipitations est de 1 011 mm, avec 13,7 jours de précipitations en janvier et 8,2 jours en juillet. Pour la période 1991-2020, la température moyenne annuelle observée sur la station météorologique la plus proche, située sur la commune de Limoges à 12 km à vol d'oiseau, est de 11,8 °C et le cumul annuel moyen de précipitations est de 1 018,0 mm,. Pour l'avenir, les paramètres climatiques de la commune estimés pour 2050 selon différents scénarios d’émission de gaz à effet de serre sont consultables sur un site dédié publié par Météo-France en novembre 2022.

## Urbanisme

### Typologie
Au 1er janvier 2024, Saint-Priest-Taurion est catégorisée bourg rural, selon la nouvelle grille communale de densité à sept niveaux définie par l'Insee en 2022.
Elle appartient à l'unité urbaine de Saint-Priest-Taurion, une unité urbaine monocommunale constituant une ville isolée,. Par ailleurs la commune fait partie de l'aire d'attraction de Limoges, dont elle est une commune de la couronne,. Cette aire, qui regroupe 127 communes, est catégorisée dans les aires de 200 000 à moins de 700 000 habitants,.

### Occupation des sols
L'occupation des sols de la commune, telle qu'elle ressort de la base de données européenne d’occupation biophysique des sols Corine Land Cover (CLC), est marquée par l'importance des forêts et milieux semi-naturels (45,7 % en 2018), en augmentation par rapport à 1990 (42,3 %). La répartition détaillée en 2018 est la suivante : 
forêts (42,9 %), zones agricoles hétérogènes (19,4 %), prairies (17,6 %), zones urbanisées (9,7 %), terres arables (5,5 %), milieux à végétation arbustive et/ou herbacée (2,8 %), eaux continentales (2 %). L'évolution de l’occupation des sols de la commune et de ses infrastructures peut être observée sur les différentes représentations cartographiques du territoire : la carte de Cassini (XVIIIe siècle), la carte d'état-major (1820-1866) et les cartes ou photos aériennes de l'IGN pour la période actuelle (1950 à aujourd'hui).

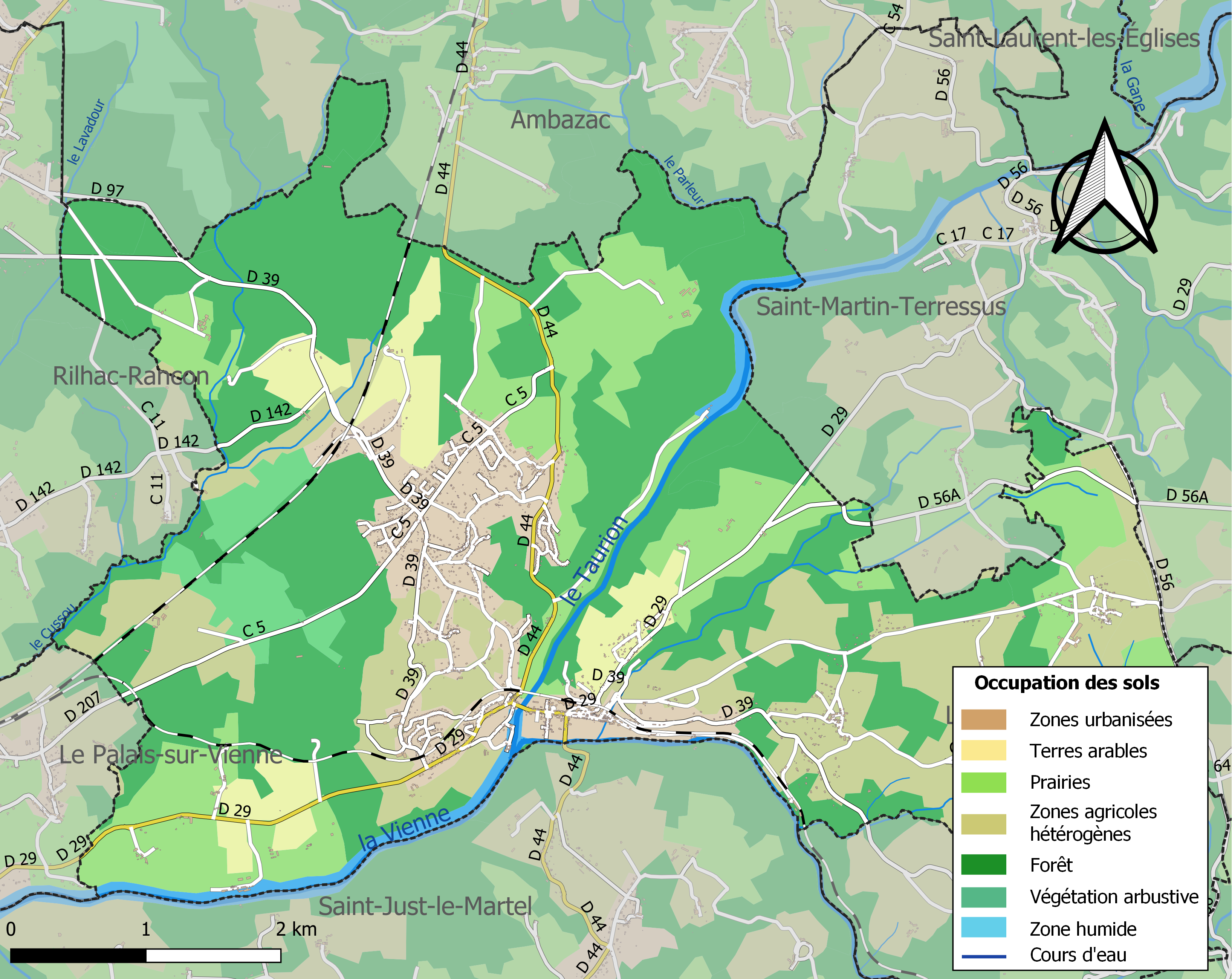
Carte des infrastructures et de l'occupation des sols de la commune en 2018 (CLC).

### Risques majeurs
Le territoire de la commune de Saint-Priest-Taurion est vulnérable à différents aléas naturels : météorologiques (tempête, orage, neige, grand froid, canicule ou sécheresse) et séisme (sismicité faible). Il est également exposé à deux risques technologiques,  et  le risque industriel et la rupture d'un barrage, et à un risque particulier : le risque de radon. Un site publié par le BRGM permet d'évaluer simplement et rapidement les risques d'un bien localisé soit par son adresse soit par le numéro de sa parcelle.

#### Risques naturels

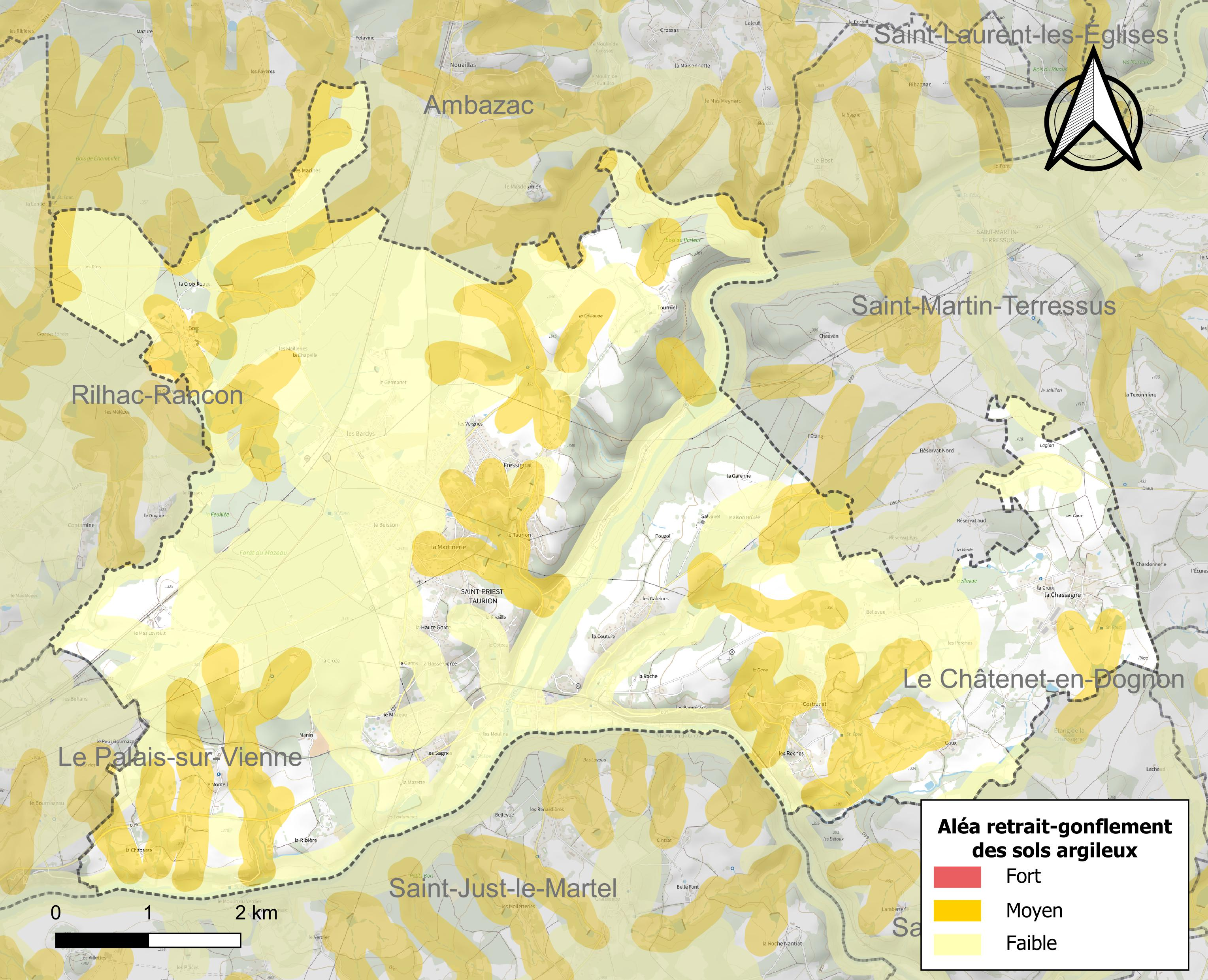
Carte des zones d'aléa retrait-gonflement des sols argileux de Saint-Priest-Taurion.

Le retrait-gonflement des sols argileux est susceptible d'engendrer des dommages importants aux bâtiments en cas d’alternance de périodes de sécheresse et de pluie. 25,1 % de la superficie communale est en aléa moyen ou fort (27 % au niveau départemental et 48,5 % au niveau national métropolitain). Depuis le 1er octobre 2020, en application de la loi ÉLAN, différentes contraintes s'imposent aux vendeurs, maîtres d'ouvrages ou constructeurs de biens situés dans une zone classée en aléa moyen ou fort,.
La commune a été reconnue en état de catastrophe naturelle au titre des dommages causés par les inondations et coulées de boue survenues en 1982 et 1999 et par des mouvements de terrain en 1999.

#### Risques technologiques
La commune est exposée au risque industriel du fait de la présence sur son territoire d'une entreprise soumise à la directive européenne SEVESO, classée seuil haut : Primagaz (activités soumises à autorisation pour le stockage de gaz de pétrole liquéfié). Le plan de prévention des risques technologiques (PPRT) du site a été approuvé le 26 juin 2013,,,.
La commune est en outre située en aval des barrages de Lavaud-Gelade, dans la Creuse, de Saint-Marc et de Vassivière, des ouvrages de classe A. À ce titre elle est susceptible d’être touchée par l’onde de submersion consécutive à la rupture de cet ouvrage.

#### Risque particulier
Dans plusieurs parties du territoire national, le radon, accumulé dans certains logements ou autres locaux, peut constituer une source significative d’exposition de la population aux rayonnements ionisants. Selon la classification de 2018, la commune de Saint-Priest-Taurion est classée en zone 3, à savoir zone à potentiel radon significatif.

## Toponymie
En occitan, la commune est appelée Sent Préch.

## Histoire
On a coutume de dire que Saint-Priest-Taurion a une histoire de 1000 ans. La découverte dans son sous-sol de vestiges de l'époque gallo-romain laisse envisager un peuplement datant de bien au-delà du haut Moyen Âge. Le premier nom de la commune fut Sanctus Praejectus Les Olières ou Las Olieras en occitan (Sanctus Praejectus était saint Priest, évêque de Clermont-Ferrand, mort en 674).
L’appellation des Olières a deux origines. Le nom Olier désignant aussi bien le potier que le marchand ou fabricant d'huile. L'argile du Taurion et de la Vienne aurait été utilisée pour fabriquer vases et récipients. Après l'ordonnance de Villers-Cotterets, Sanctus Praejectus est remplacé par Saint Priest et les Olières disparut progressivement.

## Politique et administration

### Liste des maires
| Période                                  | Période                   | Identité                       | Étiquette                        | Qualité |
| ---------------------------------------- | ------------------------- | ------------------------------ | -------------------------------- | --- |
| 1848                                     | 1860                      | A. de la Salvanie              |                                  | |
| 1860                                     | 1871                      | Etienne Moreau                 |                                  | |
| 1871                                     | 1881                      | Adrien Brousseaud              |                                  | avocat |
| 1881                                     | 1884                      | Teisserenc de Bort             |                                  | Sénateur de la Haute-Vienne |
| 1884                                     | 1896                      | G. de Saint-Vinox              |                                  | |
| 1896                                     | 1900                      | Elie Alphonsant                |                                  | |
| 1900                                     | 1907                      | André Delage                   |                                  | |
| 1907                                     | 1912                      | Jean Defournoux                |                                  | |
| 1912                                     | 1926                      | Léonard Faure                  |                                  | |
| 1926                                     | 1935                      | Jules Faure                    |                                  | |
| 1935                                     | 1942                      | André Mérigaud                 |                                  | |
| 1942                                     | 1944                      | Henri Fournier                 |                                  | |
| 1944                                     | 1945                      | Marcel Malignier               |                                  | |
| 1945                                     | 1945                      | Léopold Crespy                 |                                  | |
| 1945                                     | 1947                      | Pierre Pénicaud                |                                  | |
| 1947                                     | 1959                      | Amédée Broussillon (1880-1960) | SFIO                             | Peintre céramiste puis rédacteur et chef de bureau |
| 1959                                     | 1972                      | Pierre Pénicaud                |                                  | |
| 1972                                     | mars 1977                 | Paul Puiffe (1919-2011)        |                                  | |
| mars 1977                                | mai 2020                  | Bernard Dupin (1946- )         | PS-DVG puis LREM[réf. souhaitée] | Professeur de mathématiques retraité Président de la CC Élan Limousin Avenir Nature (2017 → 2020) 6e vice-président de la CC Élan Limousin Avenir Nature (2020 → ) |
| mai 2020                                 | En cours (au 2 juin 2020) | Claudette Rossander (1950- )   | PCF                              | Retraitée |
| Les données manquantes sont à compléter. |                           |                                |                                  | |

## Démographie
L'évolution du nombre d'habitants est connue à travers les recensements de la population effectués dans la commune depuis 1793. Pour les communes de moins de 10 000 habitants, une enquête de recensement portant sur toute la population est réalisée tous les cinq ans, les populations de référence des années intermédiaires étant quant à elles estimées par interpolation ou extrapolation. Pour la commune, le premier recensement exhaustif entrant dans le cadre du nouveau dispositif a été réalisé en 2008.

En 2022, la commune comptait 2 896 habitants, en évolution de +0,73 % par rapport à 2016 (Haute-Vienne : −0,68 %, France hors Mayotte : +2,11 %).
| 1793  | 1800 | 1806 | 1821  | 1831  | 1836  | 1841  | 1846  | 1851  |
| ----- | ---- | ---- | ----- | ----- | ----- | ----- | ----- | ----- |
| 1 142 | 791  | 843  | 1 092 | 1 135 | 1 155 | 1 086 | 1 120 | 1 211 |

| 1856  | 1861  | 1866  | 1872  | 1876  | 1881  | 1886  | 1891  | 1896  |
| ----- | ----- | ----- | ----- | ----- | ----- | ----- | ----- | ----- |
| 1 217 | 1 170 | 1 143 | 1 197 | 1 292 | 1 346 | 1 432 | 1 448 | 1 458 |

| 1901  | 1906  | 1911  | 1921  | 1926  | 1931  | 1936  | 1946  | 1954  |
| ----- | ----- | ----- | ----- | ----- | ----- | ----- | ----- | ----- |
| 1 520 | 1 565 | 1 538 | 1 498 | 1 513 | 1 505 | 1 485 | 1 601 | 1 641 |

| 1962  | 1968  | 1975  | 1982  | 1990  | 1999  | 2006  | 2008  | 2013  |
| ----- | ----- | ----- | ----- | ----- | ----- | ----- | ----- | ----- |
| 1 656 | 1 687 | 1 690 | 2 266 | 2 506 | 2 613 | 2 675 | 2 693 | 2 853 |

| 2018  | 2022  | - | - | - | - | - | - | - |
| ----- | ----- | - | - | - | - | - | - | - |
| 2 886 | 2 896 | - | - | - | - | - | - | - |

## Culture locale et patrimoine

### Lieux et monuments
- Église Saint-Priest de Saint-Priest-Taurion.
- Sites gallo-romains : plusieurs sépultures ont été découvertes dans la terre des Martines en 1895. Parmi elles, une urne cinéraire en pierre en renfermait une autre haute de 35 cm ayant une ouverture de 20 cm dans laquelle se trouvait une urne en verre de couleur verte. En novembre 1908, près de la Martinerie, des ouvriers ont mis au jour deux urnes cinéraires et un souterrain-refuge constitué de plusieurs galeries et d'une salle de 4 m2 où l'on ne peut pénétrer qu'en rampant. C'est près de la Martinerie que passait la grande voie romaine traversant la France de l'est à l'ouest en passant par Limoges. Une voie secondaire venant d'Ahun la rejoignait à Saint-Priest et traversait le Taurion près de son confluent avec la Vienne.
- Château de Salvanet, XVIIIe siècle.
- Gare des Bardys.
- Château et domaine de Bort. La terre de Bort en Saint-Priest est un démembrement de la seigneurie du Mazeau qui appartenait à la famille d'Aubusson et qui a été transmise par le mariage de souveraine d'Aubusson à Guillaume Daniel. Leur dernier fils Jacques Daniel en est le maître dès 1481. Par la suite le repaire passe à Simon des Coutures, avocat, juge au siège présidial de Limoges, puis à son fils et à sa petite fille Anne-Françoise des Coutures qui épouse en 1674 Pierre de Maldent, subdélégué de l'Intendance de Limoges, trésorier général. Léonard Muret (1713-1796), bourgeois et marchand de Limoges, achète la seigneurie de Bort et une charge de secrétaire du roi, et la transmet à ses descendants Léonard Muret de Bort, puis Pierre-Edmond Teisserenc de Bort, puis à la Famille de Sèze qui possède le domaine aujourd'hui. Un château néo-renaissance avec plusieurs tours a été construit à la fin du XIXe siècle[32]. Le domaine forestier s'étend sur 750 ha et comporte les premiers douglas introduits en France.

### Personnalités liées à la commune
Priest de Clermont

## Pour approfondir